# Holomelina mirma
Holomelina mirma är en fjärilsart som beskrevs av Druce 1897. Holomelina mirma ingår i släktet Holomelina och familjen björnspinnare. Inga underarter finns listade i Catalogue of Life.